# Станнид дипалладия
Станнид дипалладия — бинарное интерметаллическое неорганическое соединение
палладия и олова
с формулой Pd2Sn,
кристаллы.

## Получение
- Сплавление стехиометрических количеств чистых веществ:

{\displaystyle {\mathsf {2Pd+Sn\ {\xrightarrow {820^{o}C}}\ Pd_{2}Sn}}}

## Физические свойства
Станнид дипалладия образует кристаллы
ромбической сингонии,
пространственная группа P nma,
параметры ячейки a = 0,812 нм, b = 0,565 нм, c = 0,431 нм, Z = 4,
структура типа станнида диникеля Ni2Sn
.
Соединение образуется по перитектической реакции при температуре 820°C .
В интервале температур 1100-1287°С существует фаза γ-Pd3Sn2 — по составу идентичная Pd2Sn
.
В более поздних работах эту фазу называют γ-Pd2Sn и она принадлежит к
гексагональной сингонии,
пространственная группа P 63/mmc,
структура типа арсенида никеля NiAs
.